# 幻影師アイゼンハイム
『幻影師アイゼンハイム』（げんえいしアイゼンハイム、原題：The Illusionist）は、2006年公開のアメリカ映画。スティーヴン・ミルハウザーの『バーナム博物館』に収められた短編小説の映画化作品。
北米では、2006年8月18日に51館のみで公開だったが、口コミで評判を集めて1438館まで拡大公開された。興行収入は4000万ドル。第79回アカデミー賞では撮影賞にノミネートされた。日本では、2008年5月24日に公開。

## あらすじ
家具職人の息子エドゥアルドと公爵令嬢ソフィは幼い頃、身分の隔たりを越えて恋に落ちた。だが、大人たちによって引き離され、少年エドゥアルドは村を去った。
遠く東洋まで旅をしたエドゥアルドは、以前から熱中していた奇術の技を磨き、成人後は大人気の幻影師アイゼンハイムとして知られるようになった。
ウィーンでの公演中、ソフィと再会するアイゼンハイム。オーストリア皇太子レオポルドと婚約間近とされているソフィだが、過去に女友達への暴行と殺害の疑いがあり、父である皇帝の追い落としを謀るような傲慢で残忍な皇太子を嫌っていた。密かに逢瀬を重ね、互いの変わらぬ愛を確かめ合い、駆け落ちを計画するアイゼンハイムとソフィ。だが、ソフィから婚約しないことを告げられた皇太子は、剣を手にソフィの後を追った。
翌日、遺体となって発見されるソフィ。犯人が逮捕されても、町中が皇太子の仕業だと噂する。そんな中、アイゼンハイムは幽霊を呼び出す新作公演を始めた。皇太子からアイゼンハイムの監視と、追い詰めることを命じられたウール警部は、アイゼンハイムに好意を持つがゆえに事態を打開しようと奇術のトリックを探るうちに、徐々にソフィ殺害の真相に近づいて行ってしまうのだった。

## キャスト
※括弧内は日本語吹き替え
- 幻影師アイゼンハイム - エドワード・ノートン（阪口周平）
- ウール警部 - ポール・ジアマッティ（宗矢樹頼）
- 公爵令嬢ソフィ - ジェシカ・ビール（世戸さおり）
- 皇太子レオポルド - ルーファス・シーウェル（根本泰彦）
- 興行師フィッシャー - エドワード・マーサン（多田野曜平）
- ヤルカ - ジェイク・ウッド
- ウィリグート - トム・フィッシャー
- 若きアイゼンハイム - アーロン・ジョンソン（岸本周也）
- 若きソフィ - エレノア・トムリンソン
- 医者/老紳士 - カール・ジョンソン

## スタッフ
- 監督：ニール・バーガー
- 製作：マイケル・ロンドン、ブライアン・コッペルマン、デヴィッド・レヴィーン、ボブ・ヤーリ、キャシー・シュルマン
- 製作総指揮：ジェーン・ガーネット、トム・ヌーナン、テッド・リーボヴィッツ、ジョーイ・ホーヴィッツ
- 脚本：ニール・バーガー
- 撮影：ディック・ポープ
- プロダクションデザイン：オンドレイ・ネクヴァシール
- 衣装デザイン：ナイラ・ディクソン
- 編集：ナオミ・ジェラティ
- 音楽：フィリップ・グラス

## 主な受賞
- サンディエゴ映画批評家協会賞：特別賞（エドワード・ノートン）、最優秀撮影賞（ディック・ポープ）
- ニューポートビーチ映画祭：女優賞（ジェシカ・ビール）
- 放送映画批評家協会賞：作曲賞（フィリップ・グラス）
- 映画館大賞「映画館スタッフが選ぶ、2008年に最もスクリーンで輝いた映画」第64位